# László Kovács (piragüista)
László Kovács es un deportista húngaro que compitió en piragüismo en la modalidad de aguas tranquilas. Ganó tres medallas en el Campeonato Mundial de Piragüismo en los años 1954 y 1958, y tres medallas en el Campeonato Europeo de Piragüismo en los años 1959 y 1965.

## Palmarés internacional
| Campeonato Mundial | Campeonato Mundial     | Campeonato Mundial | Campeonato Mundial |
| Año                | Lugar                  | Medalla            | Evento             |
| ------------------ | ---------------------- | ------------------ | ------------------ |
| 1954               | Mâcon (Francia)        | Medalla de oro     | K4 1000 m          |
| 1958               | Praga (Checoslovaquia) | Medalla de plata   | K1 4 × 500 m       |
| 1958               | Praga (Checoslovaquia) | Medalla de plata   | K2 500 m           |
| Campeonato Europeo |                        |                    |                    |
| Año                | Lugar                  | Medalla            | Evento             |
| 1959               | Duisburgo (RFA)        | Medalla de plata   | K1 4 × 500 m       |
| 1959               | Duisburgo (RFA)        | Medalla de plata   | K2 500 m           |
| 1965               | Bucarest (Rumania)     | Medalla de bronce  | K1 4 × 500 m       |